# Покровское (Шишацкий район)
Покровское (укр. Покровське; до 2016 г. Куйбышево) — село,
Куйбышевский сельский совет,
Шишацкий район,
Полтавская область,
Украина.
Код КОАТУУ — 5325782701. Население по переписи 2001 года составляло 510 человек.
Является административным центром Куйбышевского сельского совета, в который, кроме того, входят сёла
Климово,
Малый Перевоз и
Маначиновка.

## Географическое положение
Село Покровское находится на левом берегу реки Псёл,
выше по течению примыкает село Малый Перевоз,
ниже по течению на расстоянии в 2,5 км расположено село Барановка.
Рядом проходит автомобильная дорога Т-1710 (Р-42).

## Экономика
- Молочно-товарная ферма.

## Социальная инфраструктура

### Образование
- Школа

## Достопримечательности
- Братская могила советских воинов.
- Памятник культуры — дача писателя В. Г. Короленко.